# Rappojaure (Gällivare socken, Lappland, 740182-174236)
Rappojaure är en sjö i Gällivare kommun i Lappland och ingår i Råneälvens huvudavrinningsområde. Sjön har en area på 0,0629 kvadratkilometer och ligger 336,7 meter över havet. Rappojaure ligger i Päivävuoma Natura 2000-område.

## Delavrinningsområde
Rappojaure ingår i det delavrinningsområde (740314-174050) som SMHI kallar för Utloppet av Rappojaure. Medelhöjden är 356 meter över havet och ytan är 11,08 kvadratkilometer. Det finns inga avrinningsområden uppströms utan avrinningsområdet är högsta punkten. Vattendraget som avvattnar avrinningsområdet har biflödesordning 4, vilket innebär att vattnet flödar genom totalt 4 vattendrag innan det når havet efter 129 kilometer. Avrinningsområdet består mestadels av skog (76 procent) och sankmarker (24 procent). Avrinningsområdet har 0,06 kvadratkilometer vattenytor vilket ger det en sjöprocent på 0,6 procent.